# プロト (企業)
株式会社プロト（英語: PLOT.Inc）は、愛知県刈谷市にあるオートバイ部品製造・オートバイ販売企業。
2003年（平成15年）から2017年（平成29年）まではオリジナルオートバイ「ロードホッパー」の製造販売も行っていた。社長の近藤芳光は元カーレーサーである。

## 特色
日本ではバイクの製造認可を得るのに時間がかかるため、2002年（平成14年）にアメリカ合衆国ネバダ州ラスベガスに自社工場を設立し、正式なバイク製造メーカーとして認定を受けた。排気量1,200 ccと1,340 ccの大型バイク4車種を製造し、「ロードホッパー」というブランドで日本に輸入して販売していた。アメリカ合衆国におけるカスタムバイクの見本市では最優秀賞を獲得したことがあり、「サムライ・バイク」というニックネームが付けられている。

## 歴史
- 1981年（昭和56年）4月1日 - 創業。
- 1984年（昭和59年）2月24日 - 有限会社プロトを設立。
- 1999年（平成11年） - 新社屋へ移転し、株式会社に改組。
- 2000年（平成12年） - PLOT四輪事業部を新設。
- 2002年（平成14年） - アメリカ合衆国ネバダ州ラスベガスに現地法人PLOT USA Inc.設立。
- 2003年（平成15年） - 愛知県豊田市にMC開発センター開設。株式会社ワールドケーラインを吸収合併。
- 2005年（平成17年） - 野島エンジニアリングを関連会社化。
- 2006年（平成18年） - 東京都町田市にMC事業部（ロードホッパー輸入・販売）直営店リアルホッパーを開店。韓国・ソウル特別市江南に現地法人PLOT MOTORCYCLE inc.設立。トライアイ株式会社を関連会社化。
- 2008年（平成20年） - 海外営業部を設立。株式会社カーファミリーを吸収合併。愛知県名古屋市にリアルホッパー名古屋店を開店。
- 2009年（平成21年） - 東京都杉並区にリアルホッパー東京店を移転。
- 2017年（平成29年）8月31日 - ロードホッパー全車種の製造を終了[2]。

## 営業所・工場
- 本社・営業部 - 愛知県刈谷市井ケ谷町桜島5
- 車両事業部 - 愛知県刈谷市井ケ谷町桜島5
- 配送センター - 愛知県刈谷市井ケ谷町桜島62
- MC開発センター - 愛知県豊田市西岡町二本木11
- リグニス - 愛知県みよし市福田町屋敷浦76-26

## 取扱いメーカー
- アールエスタイチ
- アルパインスターズ
- イエローコーン
- ヨシムラジャパン

## 関連会社
- 株式会社野島エンジニアリング
- トライアイ株式会社
- PLOT USA Inc（アメリカ）
- PLOT MOTORCYCLE Inc（韓国）